# Torre Almoayyed

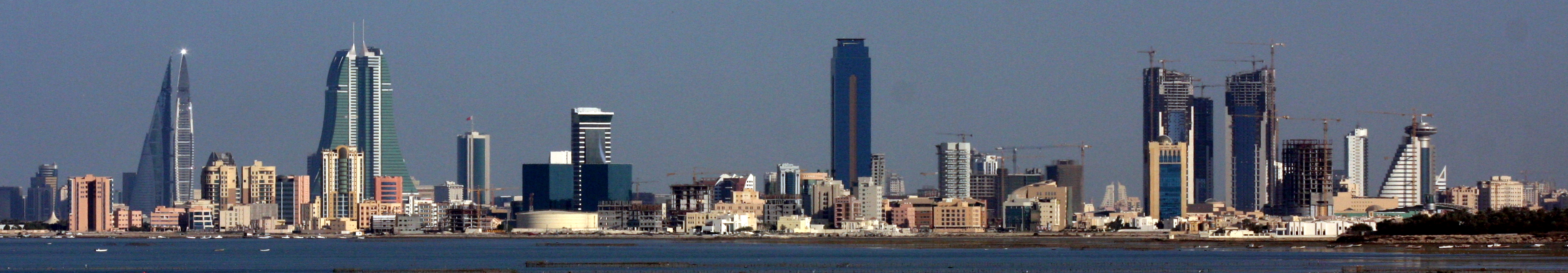
La torre, en el centro-derecha de la imagen.

La Almoayyed Tower es un rascacielos comercial ubicado en el barrio de Seef, en la capital bareiní, Manama. La torre tiene una estructura regular de cuatro lados y una altura de 172 metros. Fue el primer rascacielos construido en el Reino de Bahrein. Almoayyed está compuesta principalmente por oficinas y complejos empresariales. Fue la torre más alta de Baréin hasta que se construyeron el Bahrain Financial Harbour, el Bahrain WTC y las Abraj Al Lulu. La Almoayyed Tower también es conocida como «Torre Oscura» debido a su aspecto exterior. Fue encargada en 2001 y completada en 2004.

## Estructura
Todo el proceso de construcción se dividió en dos fases. La Fase 1 fue la construcción de la torre en sí, y la Fase 2 correspondió a la construcción de un aparcamiento de ocho plantas, con capacidad para más de 1000 coches. La primera fase se completó en noviembre de 2003, y la segunda fase se finalizó en 2004.
La Almoayyed Tower fue la estructura más alta de Baréin desde 2001 hasta 2008, con una altura de 172 metros, 42 pisos, 6 ascensores públicos y una superficie total construida de 48.400 metros cuadrados.
La torre está edificada sobre una base de 2.024 m² y fue el primer edificio en Baréin en contar con un helipuerto privado, ubicado en la azotea del edificio.

## Instalaciones
La torre ofrece espacio comercial en su zona denominada «Mall», que abarca la planta baja y el entresuelo, y cuenta con una entrada independiente en el lado norte de la estructura.
El edificio dispone de antenas repetidoras de todos los principales proveedores de telecomunicaciones de Baréin, lo que significa que no se pierde señal incluso al utilizar uno de los 6 ascensores.
El piso 43 está destinado a las antenas; debido al gran tamaño de la Almoayyed Tower en comparación con otros edificios del distrito de Al Seef, se ha convertido en un punto clave para que los proveedores de telecomunicaciones ubiquen sus antenas, mejorando así la recepción en el resto de Manama.